# Lizzy Greene
Elizabeth "Lizzy" Anne Greene (Dallas, 1 mei 2003) is een Amerikaanse actrice. Ze is bekend geworden vanwege haar rol als Dawn Harper in Nickelodeon Nicky, Ricky, Dicky & Dawn.

## Biografie
Greene ging naar het Fun House Theater & Film school in Plano, Texas. Ze werd actrice doordat ze in juni 2013 meedeed aan John D'Aquino's Young Actors Intensive, een workshop voor jonge acteurs. Doordat ze mee had gedaan aan deze workshop, werd ze later ontdekt door een talentmanager uit Los Angeles. Op 13 september 2014 was ze voor het eerst te zien in Nicky, Ricky, Dicky & Dawn in de hoofdrol van Dawn Harper.

## Filmografie
| Jaar       | Titel                                          | Rol          | Opmerking                        |
| ---------- | ---------------------------------------------- | ------------ | -------------------------------- |
| 2017-heden | A Million Little Things                        | Sophie Dixon | Serie (USA)                      |
| 2014-2018  | Nicky, Ricky, Dicky & Dawn                     | Dawn Harper  | Hoofdrol                         |
| 2014       | Damaged Goods                                  | Young Nicole | Tv-film                          |
| 2014       | We Make That Lemonade                          | Dawn Harper  | Korte film                       |
| 2014       | The Thundermans                                | Morgan       | Aflevering: Pheebs Will Rock You |
| 2015       | Nickelodeon's Ho Ho Holiday                    | Lizzy Greene | Tv-film                          |
| 2015       | Nickelodeon's Ultimate Halloween Costume Party | Lizzy Greene | Tv-film                          |
| 2015       | Nickelodeon's Kids' Choice Sports              | Lizzy Greene | Tv-film                          |
| 2016       | Paradise Run                                   | Lizzy Greene | -                                |
| 2016       | Piper's Picks TV                               | Lizzy Greene | Gast                             |
| 2019       | Knight Squad                                   | Spook        | Gast                             |

## Prijzen en nominaties
| Jaar | Prijs               | Categorie                              | Werk                       | Opmerking                                                | Resultaat   |
| ---- | ------------------- | -------------------------------------- | -------------------------- | -------------------------------------------------------- | ----------- |
| 2016 | Young Artist Award  | Uitstekende jonge cast in een tv-serie | Nicky, Ricky, Dicky & Dawn | Samen met Aidan Gallagher, Casey Simpson en Mace Coronel | genomineerd |
| 2016 | Kids' Choice Awards | Favoriete tv-actrice                   | Nicky, Ricky, Dicky & Dawn | -                                                        | genomineerd |
| 2017 | Kids' Choice Awards | Favoriete vrouwelijke tv-ster          | Nicky, Ricky, Dicky & Dawn | -                                                        | genomineerd |